# A médani kastély (Cezanne-kép)
A médani kastély (Château de Médan) Paul Cezanne tájképe, amely a glasgow-i Burrell Collection gyűjteményének része.

## Keletkezése
Cezanne 1879—1880-ban festette a képet a Szajna parti Médanban, ahol gyerekkori barátja, Émile Zola a A Patkányfogóért járó honoráriumból vett egy kis házat 1878-ban. A festő többször is meglátogatta ott Zolát 1879 és 1885 között. Fennmaradt Cezanne egyik levele Zolához, amelyet 1880 júniusában írt. Ebben arról tájékoztatja az írót, hogy szívesen elmenne hozzá, és ha már ott van, vinne egy kis vásznat is magával. Erre a vászonra készült A médani kastély.
A tájkép tulajdonosa Paul Gauguin volt, aki vagy közvetlenül az alkotótól, vagy (ez a valószínűbb) Père Tanguy műkereskedőtől vásárolta meg. Gauguin és Cezanne először 1881-ben Pontoise-ban, Camille Pissarrónál találkozott. Gauguin magával vitte a művet 1884-ben Dániába, amikor családjával odaköltözött. A kép Koppenhágában maradt, amikor a festő egy év múlva visszautazott Párizsba. Mivel nem volt pénze arra, hogy Dániában hagyott feleségét és gyerekeit támogassa, kénytelen volt beleegyezni abba, hogy impresszionista képekből álló gyűjteménye egy részét, köztük A médani kastélyt eladják. Gauguin később megpróbálta visszavásárolni az alkotást, de nem tudta. A festményt William Burrell és felesége adományozta Glasgow-nak 1944-ben.